# Komet Cezar
Komet Cezar  ali Cezarjev komet (uradna oznaka je C/-43 K1) je neperiodični komet.

## Odkritje
Komet so opazili 18. ma]a 44 pr. n. št. Opazovali so ga lahko 7 dni na severovzhodnem nebu. Pojav kometa je bil pomemben zaradi časa v katerem se je pojavil. To je bil čas po umoru (15. marec) Julija Cezarja.
O kometu so pisali tudi na Kitajskem. Po njihovih virih se je komet pojavil na severozahodu in se je gibal proti ozvezdju Oriona. Njegov rep je bil dolg 15°, opazili pa so, da sveti v rumeni barvi, kar nakazuje na prisotnost prahu in natrija.
Žal se kitajska in rimska poročila razlikujejo o času pojavljanja kometa, kar bodo morali razrešiti zgodovinarji astronomije.

## Tir
Komet ni prišel zelo blizu Zemlje. Približal se ji je dvakrat. Prvič 12. maja, ko se je gibal proti prisončju, drugič pa pri vračanju, 1. avgusta. Njegova tir je bil paraboličen.